# Sawgrass
Sawgrass is een plaats (census-designated place) in de Amerikaanse staat Florida, ten zuiden van Ponte Vedra Beach. Het valt bestuurlijk gezien onder St. Johns County.

## Demografie
Bij de volkstelling in 2000 werd het aantal inwoners vastgesteld op 4942.

## Geografie
Volgens het United States Census Bureau beslaat de plaats een oppervlakte van
8,4 km², waarvan 8,0 km² land en 0,4 km² water.

## Sport
In Sawgrass wordt sedert 1977 jaarlijks The Players Championship, een golftoernooi op de Amerikaanse PGA Tour, betwist. In 2009 en 2010 vond er ook het WTA-tennistoernooi van Ponte Vedra Beach plaats.

## Plaatsen in de nabije omgeving
De onderstaande figuur toont nabijgelegen plaatsen in een straal van 32 km rond Sawgrass.